# Impatiens mirabilis
Impatiens mirabilis är en balsaminväxtart som beskrevs av Joseph Dalton Hooker. Impatiens mirabilis ingår i släktet balsaminer, och familjen balsaminväxter. Inga underarter finns listade i Catalogue of Life.